# Операция Babylift

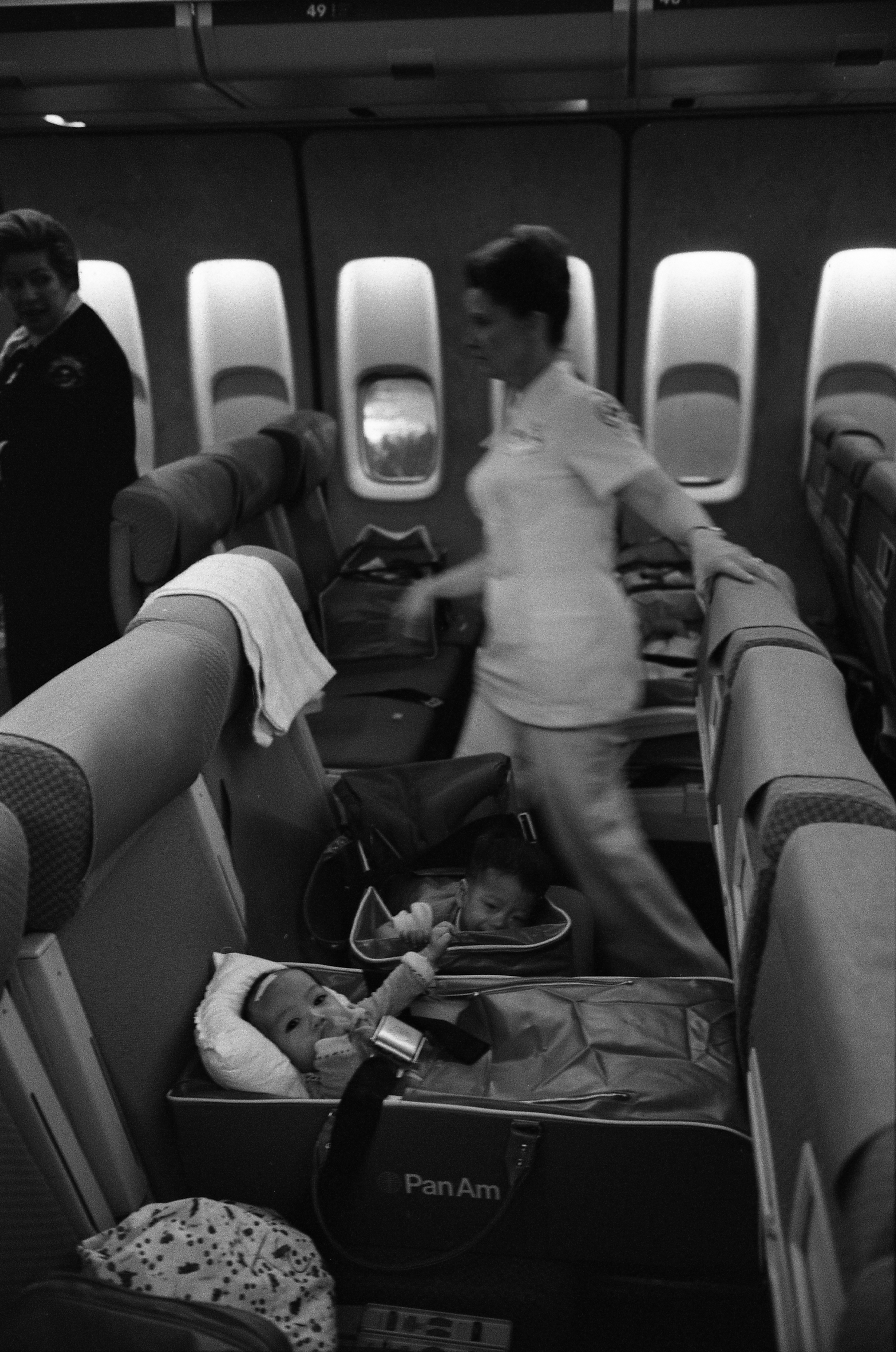
Медсестра и вьетнамские дети по прибытии в аэропорт Сан-Франциско (5 апреля 1975 года)

 Операция Babylift (с англ. — «Детский подвоз») — гуманитарная операция по эвакуации сирот из Южного Вьетнама в другие страны, проведённая в последние дни войны во Вьетнаме федеральными властями США при участии ряда неправительственных организаций.
К началу апреля 1975 года в Южном Вьетнаме сложилась катастрофическая ситуация. Северовьетнамская армия уже месяц продолжала широкомасштабное наступление, в результате которого южновьетнамское правительство полностью утратило контроль над северной частью своей страны (I и II корпусами). В это время США, уже практически не принимавшие участия в войне, заявили о намерении эвакуировать более 2000 сирот из Южного Вьетнама для семейного устройства их в США и некоторых других странах Запада.
Согласно отчету Агентства США по международному развитию (USAID), которое обеспечивало финансирование операции Babylift и координировала работу в её рамках, операция была инициирована 2 апреля 1975 с целью перевозки в США примерно 2000 сирот, процесс международного усыновления которых был уже начат к этому моменту. (Процессом усыновления занимались семь некоммерческих организаций, имеющих соответствующие разрешения от правительства Южного Вьетнама). В том же отчёте сообщается, что по итогам операции были эвакуированы суммарно 2547 сирот, из которых 1945 были направлены на усыновление в США, а 602 — в другие страны. Кроме того, около 15 % детей пришлось в ходе операции временно госпитализировать, а 9 из них умерли по медицинским причинам (в том числе 7 — в возрасте до 20 недель). 78 детей погибли при крушении самолета.
Также там отмечается, что усыновления в другие страны детей из Южного Вьетнама совершались и в предшествующий период, причем число их росло с каждым годом. (Это связано с тем, что на фоне вызванных войной бедствий всё больше детей оставались без родителей). Так, в 1973 г. оно составило 682, в 1974 г. — 1362, а в первые три месяца 1975-го — 400 (из них 223 — в США). Быстрое весеннее наступление войск Северного Вьетнама (которое в дальнейшем привело к падению 30 апреля столицы страны Сайгона) поставило под угрозу возможность продолжать эту деятельность в обычном порядке.
Во-первых, не было времени на соблюдение обычных формальностей, необходимых для выезда из Южного Вьетнама и въезда на территорию США, — тем более на фоне резкого роста числа желающих выехать в США вьетнамцев. Во-вторых, у занимающихся усыновлением организаций могли бы возникнуть трудности с организацией частных рейсов, а также эти рейсы могли бы мешать общим планам эвакуации. (И ряд частных агентств и приёмных родителей обратились к правительству США за помощью в вывозе сирот, чьё усыновление уже было одобрено). В-третьих, некоторые опасения USAID были вызваны рядом неорганизованных попыток эвакуации сирот частными рейсами без получения всех необходимых разрешений. (В частности, президент авиакомпании World Airways Эдвард Дали уже 2 апреля вывез специальным рейсом 54 ребёнка). В качестве ответа на эти угрозы было решено выделить 2,6 млн долларов на транспортировку, медицинские расходы и расходы по приёму детей в США и согласовать упрощённый порядок пересечения государственной границы с соответствующими правительственными органами обеих стран.
Согласие правительства Южного Вьетнама на упрощённую процедуру было получено 2 апреля. Списки сирот к вылету готовились семью агентствами по усыновлению и передавались вьетнамскому правительству. Чиновник должен был подписать список, убедившись, что каждый ребёнок в списке действительно подлежит усыновлению (является брошенным либо имеется согласие на его/её усыновление со стороны ближайших выживших родственников или опекунов). После чего список служил разрешением на выезд из страны, оформлять индивидуальные разрешения не требовалось.
Эвакуация сирот проводилась из сайгонского аэропорта Таншоннят. Значительное большинство детей перевозились сначала на американскую авиабазу Кларк на Филиппинах, где они отдыхали, проходили подготовку к дальнейшему перелёту и медицинский осмотр, при необходимости получали медицинскую помощь (включая госпитализацию). После чего их перевозили в специально подготовленные центры приёма на западном берегу США, при этом по дороге, в пунктах дозаправки, также была предусмотрена возможность получения медицинской помощи (на авиабазе Андерсен на острове Гуам и авиабазе Хикэм, штат Гавайи). Были и прямые рейсы из Сайгона в континентальные США. Некоторые рейсы не были официально частью операции Babylift, но при этом и они могли использовать её центры приёма сирот.
Эвакуация из Сайгона продолжалась с 4 по 26 апреля, были задействованы как самолёты Военного авиатранспортного командования США (англ. MAC)  Lockheed C-5 Galaxy, Lockheed C-141 Starlifter, так и пассажирские самолёты Boeing 707, Boeing 747 и др., принадлежащие коммерческим перевозчикам. В промежуточном пункте на авиабазе Кларк дети, не имеющие медицинских проблем, обычно оставались не больше суток. Те же, кто задержался там или в одном из пунктов дозаправки, были в дальнейшем перевезены рейсами медицинской эвакуации или регулярными рейсами MAC. С учетом этого, эвакуация детей на континентальную территорию США в рамках операция Babylift завершилась в мае. Госдепартамент официально заявил о завершении эвакуации детей в США 9 мая.
Когда американский бизнесмен Роберт Маколей узнал, что эвакуация может растянуться еще на неделю из за отсутствия военно-транспортных самолетов, он заказал чартерный самолет Boeing 747 от Pan Am и организовал эвакуацию 300 детей, заложив свой дом, чтобы оплатить этот рейс.

## Катастрофа C-5 под Таншоннятом
Операция получила печальную известность в основном из-за произошедшей в первый её день авиакатастрофы. Вылетевший из Сайгона C-5 с более чем 300 пассажирами на борту испытал взрывную разгерметизацию и повернул назад, однако экипаж не сумел довести самолёт до аэродрома. C-5 совершил аварийную посадку на рисовом поле, во время которой погибло 155 человек (в том числе 78 детей).
Несмотря на трагедию, операция была продолжена и завершилась без дальнейших происшествий. Катастрофа C-5 в апреле 1975 года является одной из наиболее известных авиакатастроф Вьетнамской войны. В некоторых источниках ошибочно указывается, что на борту C-5 находились американские солдаты или сторонники южновьетнамского режима, покидавшие Вьетнам.